# 拉夫尼茨附近韦尔特
拉夫尼茨附近韦尔特是奥地利施蒂利亚州哈特贝格县的一个市镇。总面积10.93平方公里，总人口407人，人口密度37.2人/平方公里（2005年）。